# メセナ
メセナ（フランス語: mécénat）とは、企業が主として資金を提供して、文化・芸術活動を支援することである。

## 範囲と対象
メセナは、企業による資金以外の経営資源（人材・施設等）による支援も少なからず行われている。また、企業による事業主催なども含まれる。代表的なものに財団などを通じた資金的バックアップや、企業が主催するコンサートやオペラの公演、スポーツなど各種イベントの開催などがある。
企業がメセナに貢献すべきという理由としては、『企業は経済活動のために環境に負荷を与え資源を浪費する。同時に文化を支える人材を労働力として収奪してしまうため、文化で次世代に還元する必要がある。』とされている。
公益社団法人企業メセナ協議会は、「メセナ」を「芸術文化振興による社会創造」と定義し、地域の発展や次世代育成などさまざまな社会課題に対応する活動の推進に力を注いでいる。

## 語源
mécénat は、フランス語で「文化の擁護」を意味する。これは、ローマ帝政時代の初代皇帝アウグストゥスの政治的助言者であったガイウス・マエケナスの名に由来するものである。彼は経済的に恵まれないウェルギリウスやホラティウスといった若い詩人たちの後援者となったことでも有名で、文化の擁護や育成に尽力した。

## 欧米におけるメセナ

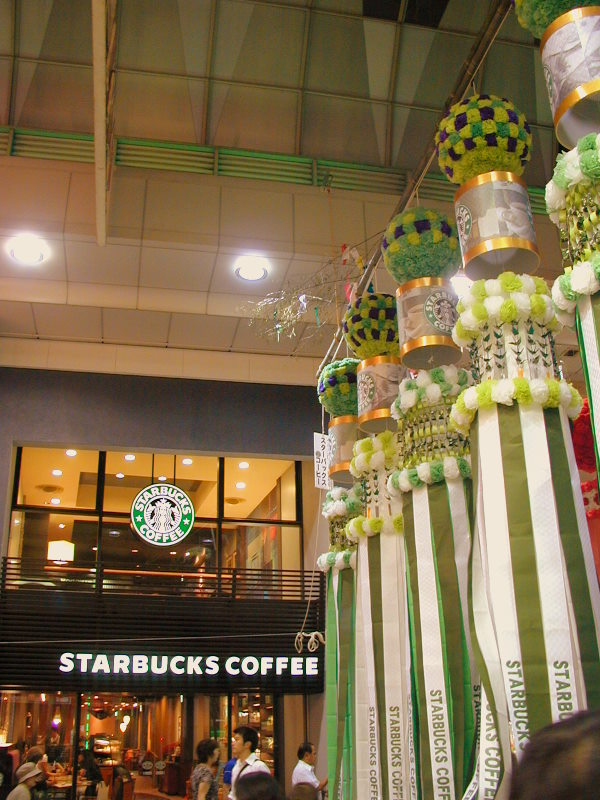
スターバックスが仙台クリスロード店の前に出展した仙台七夕飾り（2009年8月6日）

欧米ではメセナは比較的早くから始まり、1967年に設立されたアメリカの企業芸術擁護委員会（BCA）、1976年に設立されたイギリスの芸術助成協議会（ABSA）、1979年に設立されたフランスの商工業メセナ推進協議会（ADMICAL）などの団体が活動している。
また世界展開を行っている企業では、地域のイベントに協賛するなどしている。

## 日本におけるメセナ
日本では1988年の日仏文化サミットを機に広がりをみせ、翌1989年に大塚製薬が全国の小学校・中学校・特別支援学校・図書館及び海外の日本人学校・補習授業校向けに漫画を用いた健康本であるまんがヘルシー文庫シリーズが企業メセナ第1号として登場した（本活動は大塚ホールディングスの設立に伴い同社に移管）。
バブル崩壊後、失われた10年を経た日本では、あえて企業名を正面に出さない地味なメセナが展開されるなど、規模は縮小しつつも裾野は広がり、多様化しつつある。
1990年に社団法人（現在は公益社団法人）企業メセナ協議会が発足、「メセナ」という言葉が次第に広まっていった。現在では「企業の行う芸術文化支援」から、教育や環境、福祉なども含めた「企業の行う社会貢献（奉仕）活動」（いわゆる企業の社会的責任（CSR）の一環）と、広義の解釈でも使用されたり、支援対象の芸術・文化も従前の古典的なものだけでなく近現代的なものやいわゆる大衆的なものなどを含むようになってきている。
企業メセナ協議会は、2011年に社団法人から公益社団法人へ移行するにあたり、「メセナ」の定義を「芸術文化振興による社会創造」と定め、さまざまな事業を展開している。主な事業は、「メセナアワード」、「This is MECENAT」（2014年より）、「調査研究」、「2021芸術・文化による社会創造ファンド」（2014年より）、「GBFund」、「助成認定制度」などである。
同種の活動としては、1990年に社団法人日本経済団体連合会がワンパーセントクラブを設立。会員の企業や個人は、経常利益や可処分所得の1%相当額以上を自主的に社会貢献活動に支出しようと努めている。

### 主なメセナ
企業メセナは多種多様の形態で行われているが、一例として公益社団法人企業メセナ協議会が実施する「メセナアワード」（1991年から2002年までは「メセナ大賞」）での大賞受賞活動を挙げる（会社法人格は省略、受賞者名は当時のもの）。
| 年 度 | 受賞企業                                            | 受賞理由                                                                       |
| ----- | --------------------------------------------------- | ------------------------------------------------------------------------------ |
| 1991  | 林原グループ                                        | 国際芸術・文化振興奨学金制度の創設ほか                                         |
| 1992  | すかいらーく                                        | 東京交響楽団の演奏活動支援                                                     |
| 1993  | セゾングループ                                      | セゾン美術館の運営                                                             |
| 1994  | サントリー                                          | サントリーホールの運営と活動                                                   |
| 1995  | TOA                                                 | ジーベックホールを中心として行っている音文化啓蒙活動                           |
| 1996  | アサヒビール                                        | ロビーコンサートを中心とする社会に開かれた未来文化創造型メセナ活動             |
| 1997  | 主婦の友グループ                                    | カザルスホールの運営                                                           |
| 1998  | 朝倉不動産                                          | 代官山ヒルサイドテラスにおける文化活動                                         |
| 1999  | 東急文化村                                          | 複合文化施設Bunkamuraの運営                                                    |
| 2000  | 第一生命保険                                        | VOCA展の開催                                                                   |
| 2001  | 安田火災海上保険                                    | 安田火災人形劇場「ひまわりホール」の活動                                       |
| 2002  | 朝日放送                                            | ザ・シンフォニーホールの運営と事業活動                                         |
| 2003  | 財団法人常陽藝文センター                            | 郷土の芸術・文化の発掘と普及―20年目の挑戦                                      |
| 2004  | 大日本インキ化学工業                                | 川村記念美術館の運営                                                           |
| 2005  | 三越                                                | 日本橋三越本店を中心とした芸術・文化事業の展開                                 |
| 2006  | ベネッセコーポレーション 財団法人直島福武美術館財団 | 香川県直島での継続的なアート活動                                               |
| 2007  | 資生堂                                              | 資生堂ギャラリーの運営                                                         |
| 2008  | サントリー                                          | ～美を結ぶ。美をひらく。～ サントリー美術館の運営と活動                        |
| 2009  | 第一生命保険                                        | 第一生命ホールを拠点とした NPOトリトン・アーツ・ネットワークの音楽活動への支援 |
| 2010  | 中村ブレイス                                        | 「世界遺産 石見銀山」における企業経営と地域貢献                                |
| 2011  | 千島土地                                            | 「北加賀屋クリエイティブ・ビレッジ構想」～創造的なまちづくりへの挑戦           |
| 2012  | アサヒビール                                        | アートNPOの活動基盤強化への多様な支援と協働                                    |
| 2013  | 全日本製造業コマ大戦協会                            | 全日本製造業コマ大戦                                                           |
| 2014  | ギャラリーエークワッド                              | “建築・愉しむ”ギャラリーエークワッドの運営                                     |
| 2015  | 大日本印刷                                          | ルーヴル – DNP ミュージアムラボを起点とした美術鑑賞ワークショップ              |
| 2016  | 日本毛織                                            | 工房からの風                                                                   |
| 2017  | 三菱地所                                            | 三菱地所のShall We コンサート（出張コンサート）                                |
| 2018  | 講談社                                              | 本とあそぼう 全国訪問おはなし隊                                                |
| 2019  | 竹中工務店                                          | 木造モダニズム建築「聴竹居」による社会貢献と建築文化発信                       |
| 2020  | 公益財団法人鹿島美術財団                            | 鹿島美術財団賞による美術研究の振興                                             |
| 2021  | トヨタ自動車                                        | パンデミックの中でのプチ幸せの量産                                             |
| 2022  | 凸版印刷                                            | 可能性アートプロジェクトによる障がい者の自立支援と事業活動の両立               |